# John Brocklehurst (1er baron Ranksborough)
John Fielden Brocklehurst, 1er baron Ranksborough, (13 mai 1852 - 28 février 1921), est un militaire britannique, courtisan et homme politique libéral.

## Jeunesse et éducation
Brocklehurst est le fils de Henry Brocklehurst, de Foden Bank, Macclesfield, et le petit-fils de John Brocklehurst, pendant de nombreuses années député de Macclesfield. Sa mère est Anne, fille de « Honest » John Fielden, député d'Oldham. Il fait ses études à Rugby School et au Trinity College de Cambridge.

## Carrière

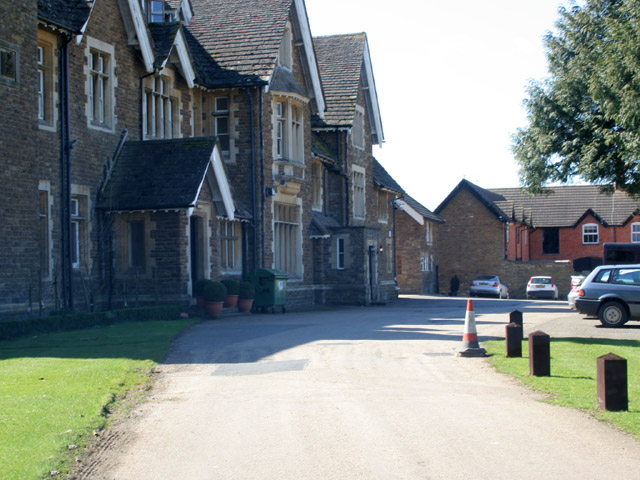
Ranksborough Hall à Rutland est construit par Ranksborough en 1893.

Brocklehurst est officier dans les Royal Horse Guards en 1874. Il sert dans la guerre anglo-égyptienne en 1882, notamment la bataille de Kassassin, dans la campagne du Soudan de 1884 à 1885 et dans la seconde guerre des Boers, atteignant le grade de major-général. En Afrique du Sud, il commande la 2e brigade de cavalerie de la Natal Field Force et est à Ladysmith pendant tout le siège, mais termine son service dans l'état-major et est placé en demi-solde en janvier 1901. Il prend sa retraite de l'armée en 1908.
Brocklehurst est également écuyer de la reine Victoria de 1899 à 1901 et de la reine Alexandra de 1901 à 1910 et écuyer supplémentaire d'Alexandra de 1910 à 1921 et Lord-lieutenant du Rutland entre 1906 et 1921. En 1914, il est élevé à la pairie en tant que baron Ranksborough, de Ranksborough dans le comté de Rutland. Le titre dérive de son siège de Ranksborough Hall à Langham, Rutland, qu'il construit en 1893 et qui est souvent visité par des membres de la famille royale. Ranksborough siège sur les bancs libéraux de la Chambre des lords et sert sous Herbert Henry Asquith et plus tard David Lloyd George comme Lord-in-waiting (whip du gouvernement à la Chambre des Lords) de 1915 à 1921.
Brocklehurst est nommé membre de l'Ordre royal de Victoria (MVO) en 1897, compagnon de l'ordre du bain (CB) pour son service de guerre en Afrique du Sud en 1900, et promu commandant de la Ordre royal de Victoria (CVO) à la fin de 1901.
Il reçoit la liberté honorifique de l'arrondissement de sa ville natale Macclesfield le 6 octobre 1902.

## Vie privée
Lord Ranksborough épouse Louisa Alice Parsons, fille de Laurence Parsons, en 1878. Le couple est sans enfant. Il meurt en février 1921, à l'âge de 68 ans, et la baronnie s'éteint. Lady Ranksborough est décédée en 1937.